# Dijalog
 Ovo je glavno značenje pojma Dijalog. Za druga značenja pogledajte Dijalog (časopis).
Dijalog je literarna i/ili kazališna forma koju čini pisana ili izgovorena konverzacija, komunikacija, razgovor ili razmjena rečenica između dvoje ili više ljudi.
U svakodnevnoj komunikaciji dijalog je nužan za uspješno obavljanje raznih ljudskih aktivnosti kao npr. učenje, stvaranje prijateljstva ili koordinacija nekog posla, a jedna grana sociologije posebno se bavi tim vidom međuljudske verbalne i neverbalne interakcije.
Povijesni korijeni dijaloga potječu još od klasične grčke i indijske literature, a posebno su povezani s drevnom umjetnošću retorike. Dijalog se u njima koristi u narativno-pripovjedačke, filozofske ili didaktičke svrhe.